# 克林根巴赫河 (戈爾德巴赫河支流)
49°59′31.31″N 9°10′4.16″E / 49.9920306°N 9.1678222°E

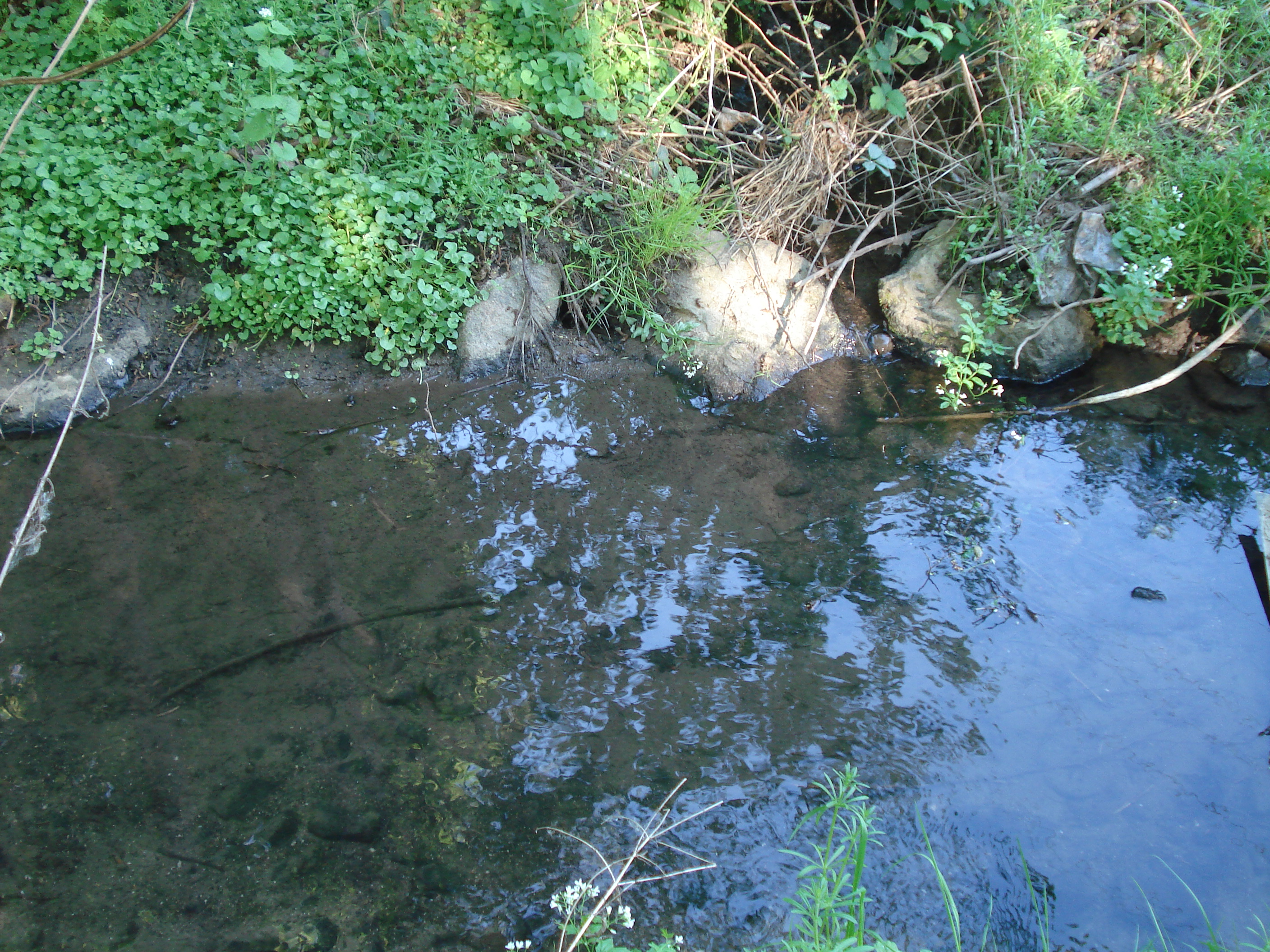

克林根巴赫河（德語：Klingenbach），是德國的河流，位於該國東南部，由巴伐利亞負責管轄，屬於戈爾德巴赫河的右支流，河道全長0.9公里，流域面積0.4平方公里。